# 隆崇院 (恵那市)
隆崇院（りゅうそういん）は、岐阜県恵那市岩村町1450にある浄土宗の寺院。恵那市指定史跡の石室千体仏は隆崇院が管理している。

## 歴史
隆崇院は、岩村藩初代藩主の松平家乗の娘で、知久直政に嫁いで寛永9年（1632年）に没した「隆崇院殿晴雲貞受大姉」から名付けられた。
慶長6年（1601年）、松平家乗は上野国那波藩から岩村藩に転封となると、岩村城近くの山麓に久翁山 龍巌寺を建立した。
慶長19年（1614年）に家乗が没すると、龍巌寺内の墓地に埋葬された。寛永15年（1638年）、2代藩主の松平乗寿が浜松藩へ転封となると龍巌寺は廃されて、その旧閣に、次に岩村藩主となった丹羽氏信が菩提寺の大椿山 妙仙寺を移した。
家乗の墓守として龍厳寺の塔頭に住んでいた僧が、引き続き庵を建てて住んでいたが、正保3年（1646年）に浜松藩からさらに館林藩に転封となった松平乗寿が、父の家乗の三十三回忌の法要を営むにあたり、落合村の万福寺から轉入を迎え、この庵を改めて晴雲山 隆崇院として開山した。寺は妙仙寺の西隣にあった。

その規模について、元禄16年(1703年)の岩村差出帳には、
とあり、その後も拡張され、安政7年（1860年）の頃には惣門があり、高塀が、二十四間も続いていたという。
しかし慶応年間に寺域を取り払い、本堂を大通寺 観音堂へ移転した。

## 大通寺観音
大通寺が、いつ頃に創建された寺なのかは文献では分からないが、巌邑府誌には、大永四年大通寺五世天蓋記というものがあり、
これによって推察するに文明年間(1469～1487年）の頃と推察される。
後世になって、岩村の一色の田圃から仏首が発見されたので、これを基にして胴体が作成され、江戸時代に大通寺　観音堂が建てられた。
この観音像は確かに頭部だけは古いものである。隆祟院が移転してから、本尊の左傍に安置されている。

## 山門
現在の隆崇院の山門は、大給松平家（乗政流）の菩提寺で版籍奉還後に廃寺となった、松石山 乗政寺の遺構である。

## 絵天井
観音堂の外陣の絵天井は、狩野派によって描かれたものである。

## 指定文化財・天然記念物

### 恵那市指定文化財
- (絵画)　山越三尊画像軸　慶安元年(1648年)以前
- (彫刻)　大通寺聖観音像　中世(頭部)
- (彫刻)　乗政寺阿弥陀三尊像　天和2年(1682年)

## その他寺宝
- 松平家持仏薬師如来三尊像
- 大通寺由来の千体地蔵尊
- 薬師如来三尊像
- 三井親和筆　乗政寺額

## 弁財天社
境内には、岩村城の二の丸にあった弁財天社が移築されている。

## 管理文化財
石室千体仏